# Алассане Сейду
Алассане Сейду (9 вересня 1993) — нігерський плавець.
Учасник Олімпійських Ігор 2020 року, де на дистанції 50 метрів вільним стилем посів 50-те місце і не потрапив до півфіналів.